# Ковруз
Ковруз (пол. Kowróz) — село в Польщі, у гміні Лисомиці Торунського повіту Куявсько-Поморського воєводства.
Населення — 237 осіб (2011).
У 1975—1998 роках село належало до Торунського воєводства.

## Демографія
Демографічна структура станом на 31 березня 2011 року:
|          | Загалом | Допрацездатний вік | Працездатний вік | Постпрацездатний вік |
| -------- | ------- | ------------------ | ---------------- | -------------------- |
| Чоловіки | 124     | 23                 | 92               | 9                    |
| Жінки    | 113     | 21                 | 68               | 24                   |
| Разом    | 237     | 44                 | 160              | 33                   |